# Colonia 12 de Abril
Colonia 12 de Abril är en ort i Mexiko.   Den ligger i kommunen San Francisco del Mar och delstaten Oaxaca, i den sydöstra delen av landet, 600 km sydost om huvudstaden Mexico City. Colonia 12 de Abril ligger 13 meter över havet och antalet invånare är 169.
Terrängen runt Colonia 12 de Abril är huvudsakligen platt, men åt nordost är den kuperad. Runt Colonia 12 de Abril är det ganska glesbefolkat, med 24 invånare per kvadratkilometer. Närmaste större samhälle är San Francisco Ixhuatan, 2,4 km väster om Colonia 12 de Abril. Omgivningarna runt Colonia 12 de Abril är en mosaik av jordbruksmark och naturlig växtlighet.